# HD 1169
HD1169 є подвійною зорею, що знаходиться  у сузір'ї Риб.
Дана подвійна система має видиму зоряну величину в
смузі V приблизно 8.0.

## Подвійна зоря
Головна зоря цієї системи належить до хімічно пекулярних зір й має
спектральний клас A8.
Інша компонента має  спектральний клас F2.